# Paul Theodore Frankl
Paul Theodore Frankl (* 14. Oktober 1886 in Wien; † 21. März 1958) war ein österreichisch-amerikanischer Architekt, Innenarchitekt, Möbeldesigner, Autor und Galerist.

## Leben und Werk
Paul Theodore Frankl wuchs in Wien in einer großbürgerlichen jüdischen Familie mit zwei älteren und einem jüngeren Bruder auf. Sein Vater Julius Frankl war ein Immobilienunternehmer, seine Mutter Emma, geborene Friedmann, stammte aus einer Wiener Kaufmannsfamilie.
Frankl wollte eigentlich Malerei studieren, begann jedoch auf Wunsch des Vaters 1904 mit dem Architekturstudium an der Technischen Hochschule Wien. Ein Jahr später übersiedelte er nach Berlin und schloss sein Studium 1911 an der Technischen Hochschule Berlin ab. Frankl heiratete Paula König, eine Konzertpianistin aus Berlin. 1912 und 1913 arbeitete er in verschiedenen Architekturbüros in Berlin.

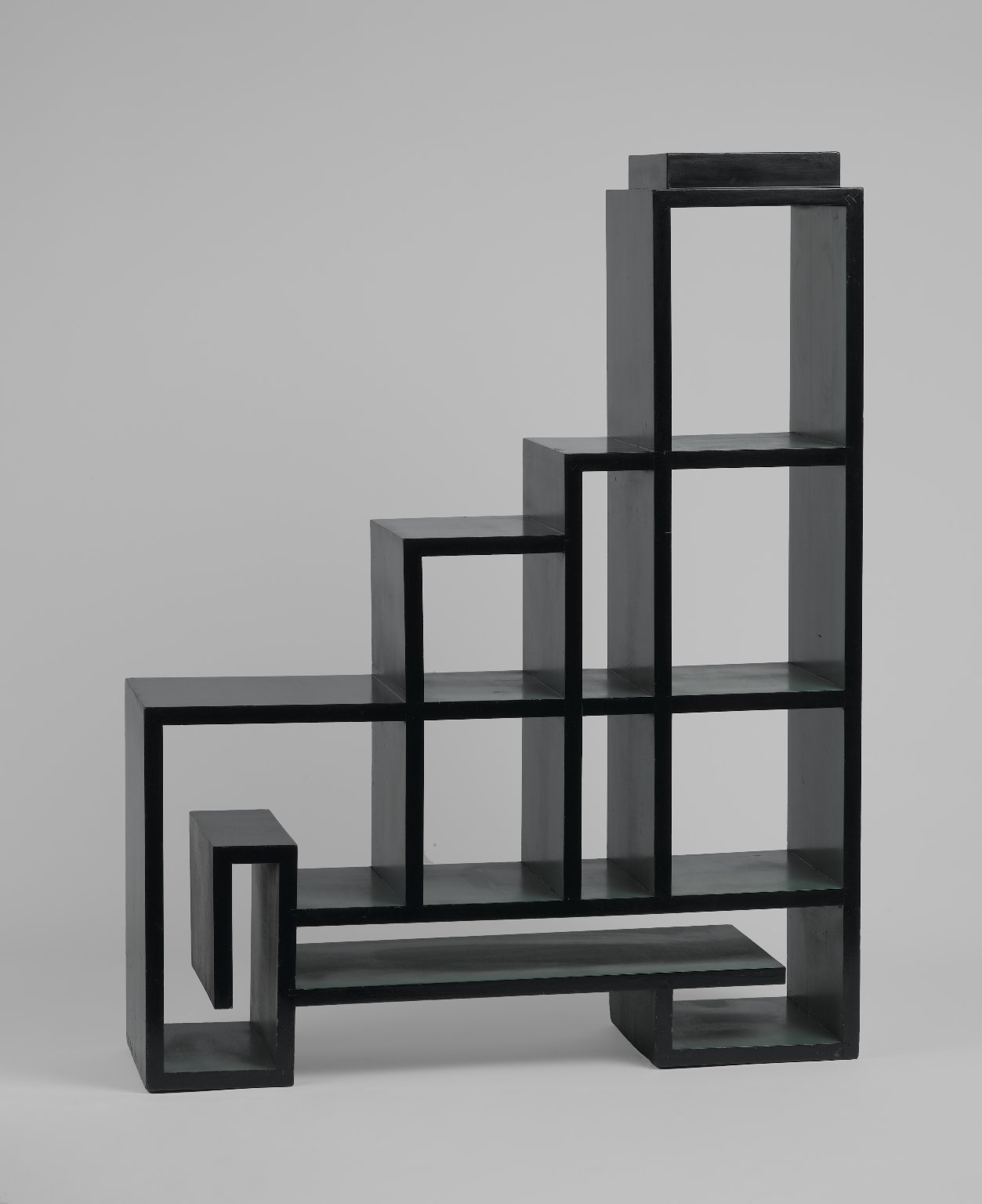
Paul Theodore Frankl, Skyscraper Step Table, Holz bemalt, 98,4 × 77,5 × 22,9 cm, später 1920er Jahre, Brooklyn Museum

1914 reiste Frankl mit seiner Frau in die USA. Für die Zeitschrift Der Baumeister wollte er über die Eröffnung der Weltausstellung Panama-Pacific International Exposition in San Francisco berichten. Nach Ausbruch des Ersten Weltkriegs blieben sie in New York und Frankl eröffnete ein Design-Studio. 1915 erhielt er den Auftrag, einen Schönheitssalon für Helena Rubinstein in der Madison Avenue umzubauen und einzurichten. Weitere Innenarchitekturaufträge folgten, die in zahlreichen amerikanischen und europäischen Architekturzeitschriften publiziert wurden.
In den Jahren 1918 bis 1920 war Frankl in Wien tätig. 1921 wanderte er in die USA aus und eröffnete 1922 in der 48th Street in Manhattan die Frankl Galleries for decorative Arts. Er gestaltete Möbel und verkaufte neben seinen eigenen Entwürfen moderne Möbel sowie Tapeten und Stoffe, die er großteils aus Japan importierte. 1926 führte Frankl – inspiriert von den Wolkenkratzern Manhattans – die sogenannten „Skyscraper furniture“ als neuen Möbelstil ein. Seine Galerie wurde bald zum gesellschaftlichen Treffpunkt der Stadt.
1934 verlegte Frankl seine Galerie nach Los Angeles und unterrichtete von 1936 bis 1938 an der dortigen University of Southern California. In den späten 1930er und frühen 1940er Jahren konzentrierte er sich auf innenarchitektonische Entwürfe. Zahlreiche Hollywood-Stars wie Fred Astaire, Claudette Colbert, Charlie Chaplin, John Farrow, Cary Grant, Katharine Hepburn, Alfred Hitchcock, John Huston, Walter Pidgeon und King Vidor gehörten zu seinen Auftraggebern.
Frankl war Mitbegründer der American Union of Decorative Artists and Craftsmen (A.U.D.A.C.). Als Autor publizierte er richtungsweisende Bücher wie „New dimensions“ (1928), „Form and Re-Form“ (1930), „Machine-Made Leisure“ (1932) und „American Textiles“ (1954).

## Veröffentlichungen (Auswahl)
- Die Industrie als Kulturträger. Schinkelrede 1913. In: Der Baumeister, Jg. 12 (1913/14), Heft 13, März 1914, S. 46–48 und Heft 9, Februar, Beilage, S. B162–B163.
- Form and Re-Form: A Practical Handbook of Modern Interior. Verlag Harper & Brothers, New York 1930.
- New Dimensions, the Decorative Arts of Today in Words Pictures. Reprint, Verlag Forgotten Books, Großbritannien 2018, ISBN 978-1-330-44273-9.
- Machine made Leisure. Verlag Harper & Brothers, New York 1932.Paul Theodore Frankl, Skyscraper Bookcase Desk, Cleveland Museum of Art, Ohio

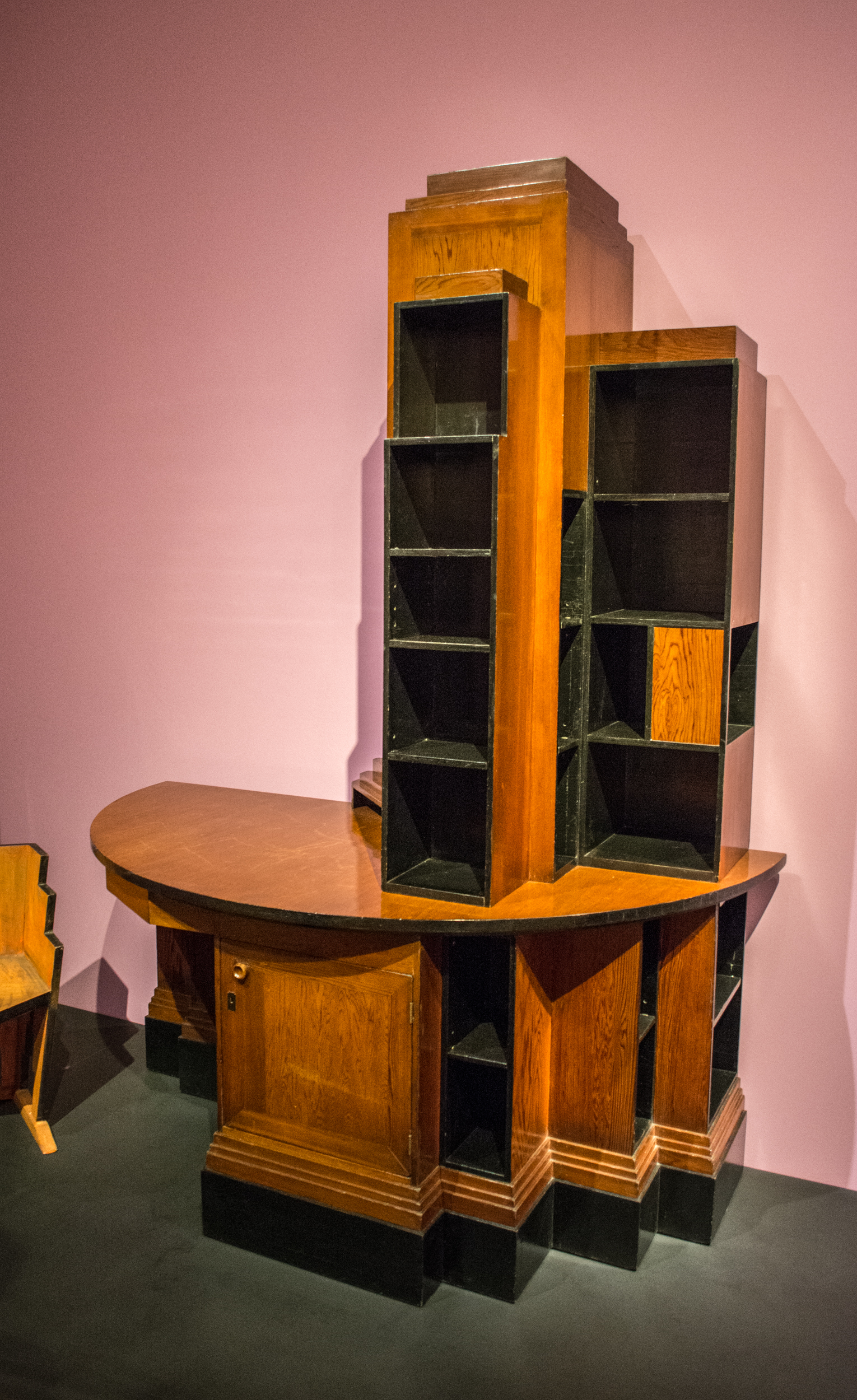
Paul Theodore Frankl, Skyscraper Bookcase Desk, Cleveland Museum of Art, Ohio